# August von Württemberg

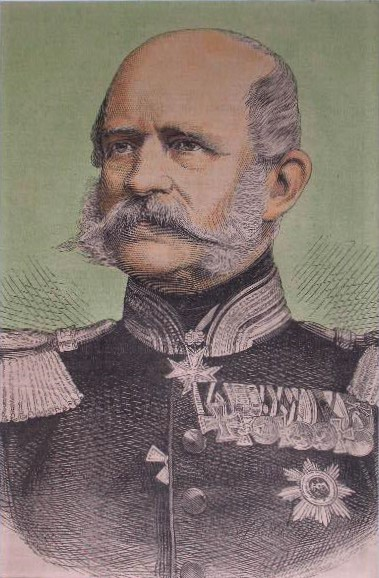
August vom Württemberg 1879

Friedrich August Eberhard von Württemberg (* 24. Januar 1813 in Stuttgart; † 12. Januar 1885 in Zehdenick) war ein preußischer Generaloberst der Kavallerie im Rang eines Generalfeldmarschalls und über 20 Jahre Kommandierender General des Gardekorps.

## Leben
Prinz August von Württemberg war der jüngste Sohn von Prinz Paul von Württemberg (1785–1852), dem Bruder von König Wilhelm I., und der Prinzessin Charlotte von Sachsen-Hildburghausen (1787–1847). Er trat mit 16 Jahren unter Verleihung des Großkreuzes des Ordens der Württembergischen Krone als Unterleutnant in die Württembergische Armee ein und avancierte am 10. Januar 1831 zum Rittmeister II. Klasse im 1. Reiter-Regiment.

### Militärische Laufbahn
Im April 1831 wechselte er mit Genehmigung seines Onkels, des Königs von Württemberg, in preußische Dienste. Dort wurde er zunächst dem Regiment Garde du Corps zugeteilt und bereits ein Jahr später zum Major befördert. Am 30. März 1836 zum Oberstleutnant und am 30. März 1838 zum Oberst befördert, erhielt August von Württemberg am 8. Februar 1840 für vier Jahre das Kommando über das Garde-Kürassier-Regiment. Am 30. März 1844 zum Generalmajor aufgestiegen, übernahm er am gleichen Tag die 1. Garde-Kavallerie-Brigade und am 4. April 1850 erfolgte seine Beförderung zum Generalleutnant. Mit kurzer Unterbrechung von zwei Jahren, in denen er am 6. April 1854 das Kommando über die 7. Division in Magdeburg führte, blieb er der Kavallerie treu. Am 5. August 1856 übernahm er die Führung der Garde-Kavallerie-Division und vom 19. Februar bis 18. September 1857 hatte er das Kommando über die 2. Garde-Division. Am 19. September 1857 wurde August von Württemberg zum Kommandierenden General des III. Armee-Korps, wechselte aber diese Position bereits am 3. Juni 1858 und wurde Kommandierender General des Gardekorps. Diese Stellung behielt er über 20 Jahre.
Im Deutschen Krieg von 1866 gehörte er zur Armee des Kronprinzen Friedrich Wilhelm und befehligte als General der Kavallerie das Gardekorps in den siegreichen Gefechten bei Soor und Burkersdorf. In der Schlacht bei Königgrätz am 3. Juli 1866 war die Besetzung von Chlum durch seine Einheiten schlachtentscheidend. Allerdings hatte einen wesentlichen Anteil an den Siegen sein sehr befähigter Chef des Stabes Oberstleutnant Ferdinand von Dannenberg. Nach dem Feldzug verlieh ihm der preußische König Wilhelm I. den Orden Pour le Mérite und ernannte ihn zum Chef des Posenschen Ulanen-Regiments Nr. 10 in Züllichau, das nach seinem Tod ab dem 27. Januar 1889 bis zur Auflösung 1919 auch den Namen des Prinzen trug.
Im Deutsch-Französischen Krieg war das Gardekorps am 18. August 1870 in der Schlacht bei Gravelotte beteiligt. Dabei erlitt der Großverband erhebliche Verluste, die man aber hätte vermeiden können. Der Angriff über die weite Ebene erfolgte überstürzt und ohne unterstützendes Artilleriefeuer. Auch die spätere Umfassung des Gegners durch die sächsischen Truppen konnte somit nicht ausgenutzt werden. Das Gardekorps wurde unter Führung von August von Württemberg der Maasarmee des Kronprinzen Albert von Sachsen zugeteilt und nahm noch an der Schlacht bei Sedan und der Belagerung von Paris teil. Auch in diesem Feldzug war der Chef seines Stabes der zum General ernannte Ferdinand von Dannenberg. Für seine Verdienste in diesem Krieg erhielt er eine Dotation in Höhe von 100.000 Talern.
August von Württemberg vertrat seinen Vetter, König Karl, bei der Kaiserproklamation in Versailles am 18. Januar 1871. Nach dem Ende des Krieges blieb er Kommandierender General des Gardekorps und erhielt vom preußischen König das Eichenlaub zum Orden Pour le Mérite und beide Klassen des Eisernen Kreuzes. Am 2. September 1873 wurde er zum Generaloberst der Kavallerie mit dem Rang eines Generalfeldmarschall ernannt. Als Nachfolger von Generalfeldmarschall Friedrich von Wrangel wurde ihm im Juni 1878 das Oberkommando in den Marken übertragen. In dieser Stellung verblieb er noch weitere vier Jahre. Am 24. August 1882 bat er um seinen Abschied aus dem aktiven Dienst, der ihm mit der Verleihung der Brillanten zum Schwarzen Adlerorden gewährt wurde.
Während eines Jagdausfluges in Zehdenick bei Berlin starb August von Württemberg am 12. Januar 1885. Die Trauerfeier fand vier Tage später in der Berliner Garnisonkirche statt. Er wurde nach Ludwigsburg überführt und in der dortigen Schlosskirche in der Familiengruft beigesetzt.

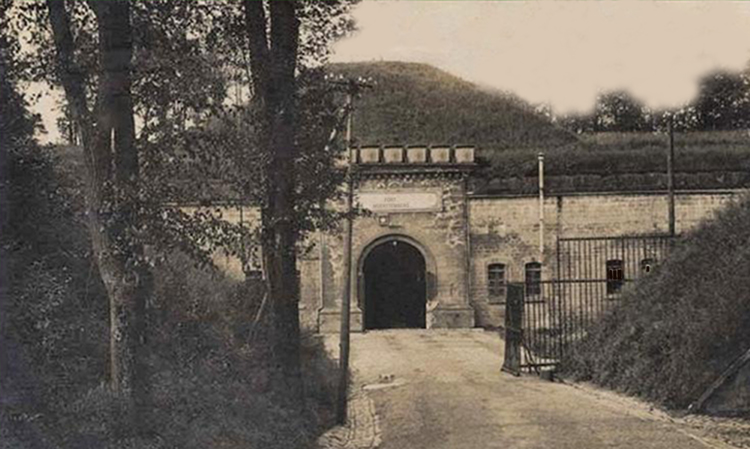
Feste Prinz August von Württemberg

Die Feste Prinz August von Württemberg, später St. Privat (1872–1875), der Festung Metz wurde nach ihm benannt; außerdem bei Berlin 1898 die an die Kaserne der Gardekürassiere angrenzende Prinz-August-von-Württemberg-Straße beim Tempelhofer Feld (heute vom Columbiadamm überbaut).

## Württembergischer Standesherr
Als Prinz des königlichen Hauses gehörte August von Württemberg seit 1830 der württembergischen Kammer der Standesherren an, nahm aber nie an deren Sitzungen teil. Er ließ sich durch andere Mitglieder der Kammer vertreten, zuletzt durch Andreas von Renner.

### Nachkommen
August von Württemberg hatte mit Marie Bethge (1830–1869), die als „Frau von Wardenberg“ 1868 in den Adelsstand erhoben wurde, die gemeinsame Tochter Katharina Helene (1865–1938). Katharina Helene von Wardenberg heiratete 1884 in Berlin den Hauptmann und späteren General der Infanterie Dedo von Schenck (1853–1918).